# ليتاؤون

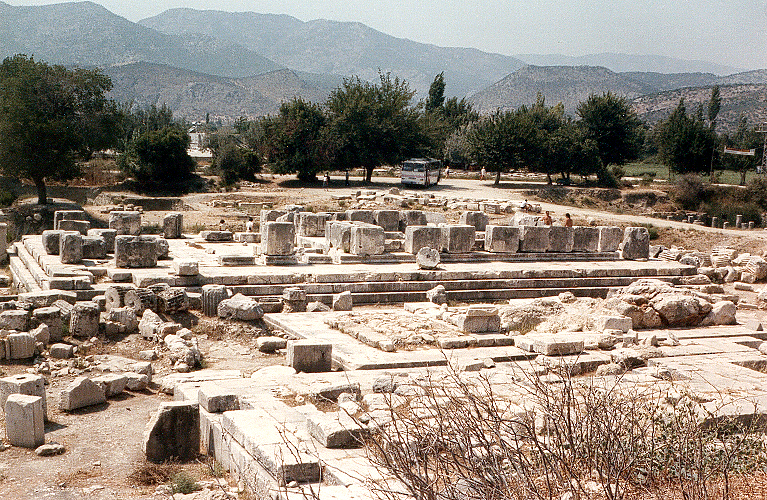

ليتاؤون (بالإغريقية:Λητῶον) كانت ملاذاً بالنسبة إلى ليتو، وتقع بالقرب من مدينة كسانتوس في ليقيا. وكانت تعد واحدة من أهم المراكز الدينية في المنطقة، تقع في جنوب قرية كوملوفا في منطقة فتحية في محافظة أنطاليا، تركيا.
وضعت على لائحة التراث العالمي في عام 1988 من قبل اليونسكو.

## وصلات خارجية
- The official website of the French Archaeological Mission of Xanthos-Letoon
- UNESCO World Heritage Centre: Xanthos-Letoon
- Canadian Epigraphic Mission at Xanthos-Letoon نسخة محفوظة 7 يونيو 2021 على موقع واي باك مشين., website of the research project on Xanthos and Letoon by جامعة كيبيك في مونتريال and جامعة لافال, including downloadable published works
- Extensive picture collection of Letoon